# Patrick Bentaboulet
Pas d'image ? Cliquez ici

a Compétitions nationales et continentales officielles uniquement.

Patrick Bentaboulet (né le 20 avril 1956 à Toulouse) est un ancien joueur français de rugby à XV, qui a joué avec le Stade toulousain.

## Biographie
Patrick Bentaboulet : Gardien de but et champion des Pyrénées de lutte en minimes, il passe à l'école de rugby stadiste. Troisième ligne ou demi de mêlée, il se reconvertit au talonnage lors de sa troisième année chez les Juniors. En cadet, il porte pendant un an les couleurs du Stadoceste Tarbais, où il occupe le poste d'arrière. Après une brève apparition à Castelnaudary (1977), il revient au Stade. Son abattage, son dynamisme et sa technique le classent parmi les meilleurs spécialistes français.[réf. nécessaire]
Il est vice-champion de France en 1980.
Il est originaire de Nailloux.

## Carrière de joueur

### Clubs successifs
- 1970-1977: Stade toulousain
- Août à décembre 1977 : Rugby olympique castelnaudarien
- Janvier 1977-1984 : Stade toulousain
- 1984-1985 : Blagnac SCR

## Palmarès de joueur

### En club
- finaliste du championnat de France (1): 1980.